# Arthur Preuss
Arthur Preuss nacido en San Luis , Misuri, el 22 de marzo de 1871 y fallecido el 16 de diciembre de 1934 en Saint Louis fue un periodista, autor y editor católico estadounidense de origen alemán.

## Biografía
Fue un amigo de Monseñor Umberto Benigni, fundador del "Sodalitium Pianum" (en Francia: Sapinière) y de Monseñor Ernest Jouin director de la Revista internacional de las sociedades secretas. La R.I.S.S. tradujo en francés el libro de Preuss Estudio sobre la masonería estadounidense que fue un éxito con 5 ediciones, (la última en 1924). Editó la Catholic Review después Catholic Fortnightly Review en 1894. En 1896 fue el editor de la empresa alemana y católica "B Herder". Tradujo libros teológicos del alemán.
Denunció la masonería como la más potente influencia detrás de varios aspectos de la política estadounidense.